# Kibasye
Kibasye är ett periodiskt vattendrag i Burundi.   Det ligger i provinsen Bubanza, i den nordvästra delen av landet, 22 kilometer nordost om huvudstaden Bujumbura.
I omgivningarna runt Kibasye växer i huvudsak städsegrön lövskog. Runt Kibasye är det tätbefolkat, med 308 invånare per kvadratkilometer.